# Astana Futbol Kluby
L'Astana Fýtbol Klýby (in kazako Астана Футбол Клубы?), spesso abbreviato in Astana FC o in Astana FK, è una società calcistica kazaka con sede nella capitale Astana. Milita nella Qazaqstan Prem'er Ligasy, la massima serie del campionato kazako.
Fondato nel 2009 con il nome di Lokomotıv Fýtbol Klýby (in kazako: Локомотив Футбол Клубы), mutò denominazione in Astana Fýtbol Klýby nel 2011, malgrado lo stesso anno il preesistente Astana Fwtbol Klwbı (lo Zhenis) lo fece riconvertire in Astana 1964 Fýtbol Klýby.
Ha vinto 7 campionati kazaki di massima serie, 4 Coppe del Kazakistan e 6 Supercoppe del Kazakistan.
Il fondo proprietario del club, Samruk-Kazyna, si stima abbia un patrimonio di circa $ 78 miliardi.

## Storia
La storia del club ha inizio il 27 dicembre 2008, quando il Megasport e l'Alma-Ata annunciano la fusione al fine di costituire una nuova società, il Lokomotiv, sponsorizzato dalla Kazakhstan Temir Zholy, azienda ferroviaria controllata dal governo kazako. Kazakhstan Temir Zholy e Akimat di Astana decidono che la sede delle partite interne del nuovo club sia l'Astana Arena. Il primo allenatore è Vakhid Masudov.
Il club, solido economicamente, riesce ad attrarre sin da subito giocatori di primo piano, come Andrej Tichonov e Egor Titov, provenienti dalla massima divisione russa. A questi si aggiungono ben presto Patrick Ovie e Baffour Gyan. Dalla massima divisione ucraina arriva invece Maksim Shatskix, acquistato dalla Dinamo Kiev. La squadra viene costituita raggruppando i giocatori che avevano fatto parte dei due club che si sono fusi e ingaggiando giocatori a scadenza di contratto provenienti da altre squadre del campionato kazako. L'8 marzo 2009 il Lokomotiv gioca la partita inaugurale della nuova stagione del campionato kazako di massima serie, affrontando il Kazakhmys a Satbayev. Nel marzo 2009 Vakhid Masudov è sostituito da Vladimir Gulyamkhaidarov, a sua volta rimpiazzato da Sergej Juran due giorni dopo. Nel suo primo anno in massima serie il club si piazza secondo.
Il 14 novembre 2010 Holger Fach guida l'Astana alla vittoria della sua prima Coppa del Kazakistan. Nonostante il successo, la squadra non può partecipare alla UEFA Champions League 2011-2012 poiché, esistendo da meno di tre anni, il club non ha i requisiti richiesti dalla UEFA per prendere parte alle competizioni europee. Il 2 marzo 2011 l'Astana batte il Tobol per 2-1 e vince la Supercoppa del Kazakistan per la prima volta nella sua storia.
Nel 2012 Miroslav Beránek conduce l'Astana al secondo trionfo in Coppa del Kazakistan. Nel luglio 2013 il club debutta in una competizione europea, nel primo turno di qualificazione alla UEFA Europa League 2013-2014, contro il Botev Plovdiv. Perde sia la gara di andata sia la gara di ritorno (1-0 in casa e 5-0 in trasferta). Il 4 luglio 2013 il club aderisce al neo-costituito Astana Presidential Sports Club, organizzazione sostenuta dal fondo sovrano Samruk-Kazyna.
Il 22 giugno 2014 l'Astana ingaggia l'allenatore bulgaro Stanimir Stoilov. Nella UEFA Europa League 2014-2015 il club elimina il Pyunik (punteggio totale di 6-1) nel primo turno, l'Hapoel Tel Aviv (3-1 in totale) nel secondo e l'AIK (4-1 in totale) al terzo. Esce poi di scena per mano del Villarreal. Il 1º novembre 2014 l'Astana vince il campionato di massima divisione kazaka per la prima volta nella sua storia, battendo in casa per 3-0 il Kaisar. Il 1º marzo 2015 si aggiudica anche la Supercoppa del Kazakistan, battendo il Kairat per 3-2 dopo i tiri di rigore (0-0 dopo i tempi supplementari).
Dopo aver eliminato Maribor e HJK Helsinki, il 26 agosto 2015, pareggiando per 1-1 nel ritorno del turno di play-off di UEFA Champions League 2015-2016 in casa dell'APOEL, l'Astana si qualifica, in virtù della vittoria per 1-0 ottenuta all'andata in Kazakistan, per la prima volta nella sua storia alla fase a gironi di Champions League, prima compagine kazaka a riuscire nell'impresa. La squadra si è collocata ultima nel suo girone alle spalle dell'Atletico Madrid, del Benfica e del Galatasaray totalizzando 4 punti in 4 pareggi e 2 sconfitte.
Nella stagione 2017-18 raggiunge la fase a gironi di Europa League, dopo aver perso il play off per l'accesso alla Champions League, per mano degli scozzesi del Celtic. Qui trova Maccabi Tel Aviv, Villarreal e Slavia Praga. Disputa un buon girone, riuscendo a totalizzare 10 punti e chiudendo al secondo posto dietro gli spagnoli. Così la compagine kazaka ottiene un altro record, diventando la prima squadra della sua nazione a raggiungere la fase ad eliminazione diretta di una coppa europea per club. Viene eliminata ai sedicesimi dallo Sporting Lisbona. Si qualifica poi per le qualificazioni di UEFA Champions League 2018-2019 dove elimina prima il Sutjeska Niksic e poi il Midtjyland; ci pensa poi la Dinamo Zagabria a mandare i kazaki ai preliminari di UEFA Europa League 2018-2019. Qui all'Astana serve solo il successo nel doppio incontro coi ciprioti dell'APOEL per accedere alla fase a gironi della competizioni, dove viene aggiunta nel raggruppamento K con Dinamo Kiev, Stade Rennes e Jablonec 97. Dopo aver cominciato bene il proprio girone, trovandosi con 8 punti nelle prime quattro giornate, il club kazako subisce due sconfitte nelle ultime due partite, venendo superato in classifica dai francesi del Rennes e concludendo al terzo posto.

## Palmarès

### Competizioni nazionali
- Campionato kazako: 7

2014, 2015, 2016, 2017, 2018, 2019, 2022
- Coppa del Kazakistan: 4

2010, 2012, 2016, 2024
- Supercoppa del Kazakistan: 6

2011, 2015, 2018, 2019, 2020, 2023
- Liga Kubogy: 1

2024

### Altri piazzamenti
- Campionato kazako:

Secondo posto: 2009, 2013, 2021, 2023, 2024
Terzo posto: 2020
- Coppa del Kazakistan:

Finalista: 2015
Semifinalista: 2014, 2021, 2022, 2023
- Supercoppa del Kazakistan:

Finalista: 2013, 2016, 2017, 2021

## Statistiche e record

### Statistiche nelle competizioni UEFA
Tabella aggiornata alla fine della stagione 2018-2019.
| Competizione                  | Partecipazioni | G  | V  | N | P  | RF | RS |
| ----------------------------- | -------------- | -- | -- | - | -- | -- | -- |
| UEFA Champions League         | 4              | 24 | 8  | 9 | 7  | 25 | 28 |
| Coppa UEFA/UEFA Europa League | 4              | 28 | 11 | 6 | 11 | 39 | 39 |

## Organico

### Rosa 2024
Aggiornata al 21 ottobre 2024.
| N. |                        | Ruolo | Calciatore                  |
| -- | ---------------------- | ----- | --------------------------- |
| 3  | Croazia (bandiera)     | D     | Branimir Kalaica            |
| 5  | Kazakistan (bandiera)  | D     | Mıhaıl Gabyshev             |
| 7  | Bielorussia (bandiera) | C     | Maks Ebong                  |
| 8  | Kazakistan (bandiera)  | C     | Islambek Qýat               |
| 9  | Spagna (bandiera)      | A     | Carlitos                    |
| 10 | Croazia (bandiera)     | C     | Marin Tomasov               |
| 11 | Kazakistan (bandiera)  | C     | Aslan Darabayev             |
| 13 | Armenia (bandiera)     | C     | Kamo Hovhannisyan           |
| 15 | Kazakistan (bandiera)  | D     | Abzal Beýsebekov (capitano) |
| 17 | Grecia (bandiera)      | D     | Giannīs Masouras            |
| 18 | Croazia (bandiera)     | D     | Karlo Bartolec              |
| 20 | Kazakistan (bandiera)  | A     | Vladıslav Prokopenko        |
| 21 | Kazakistan (bandiera)  | C     | Elhan Astanov               |
| 23 | Francia (bandiera)     | C     | Fabien Ourega               |
| 27 | Kazakistan (bandiera)  | C     | Tımýr Dosmagambetov         |

| N. |                                 | Ruolo | Calciatore         |
| -- | ------------------------------- | ----- | ------------------ |
| 30 | Serbia (bandiera)               | C     | Igor Ivanović      |
| 31 | Kazakistan (bandiera)           | P     | Danıl Podymskıı    |
| 33 | Montenegro (bandiera)           | D     | Žarko Tomašević    |
| 35 | Bosnia ed Erzegovina (bandiera) | C     | Stjepan Lončar     |
| 45 | Macedonia del Nord (bandiera)   | D     | Aleksa Amanović    |
| 52 | Kazakistan (bandiera)           | D     | Rakhat Maratov     |
| 53 | Kazakistan (bandiera)           | A     | Andreı Berezuskıı  |
| 55 | Kazakistan (bandiera)           | P     | Aleksandr Zaruckij |
| 65 | Kazakistan (bandiera)           | C     | Meyrambek Kalmyrza |
| 72 | Kazakistan (bandiera)           | A     | Stanıslav Basmanov |
| 79 | Kazakistan (bandiera)           | C     | Salamat Jýmabekov  |
| 88 | Gambia (bandiera)               | A     | Dembo Darboe       |
| 90 | Kazakistan (bandiera)           | D     | Ruslan Kırgetov    |
| 93 | Croazia (bandiera)              | P     | Josip Čondrić      |